# Đorđe Perišić
Đorđe Perišić   (Kotor Varoš, 6 de maig de 1941) és un waterpolista i nedador montenegrí, ja retirat, que va competir sota bandera iugoslava durant les dècades de 1960 i 1970.
S'inicià en l'esport com a nedador i el 1960 va prendre part en els Jocs Olímpics d'Estiu de Roma, on disputà dues proves del programa de natació. En ambdues proves, els 200 metres braça i els 4x100 metres estils, quedà eliminat en semifinals.
Com a waterpolista va prendre part en dues edicions dels Jocs Olímpics. El 1968, a Ciutat de Mèxic, guanyà la medalla d'or en la competició del waterpolo i quatre anys més tard, a Munic, fou cinquè en la mateixa prova.
En el seu palmarès també destaca una medalla d'or als Jocs del Mediterrani de 1967.
A nivell de clubs jugà més de 500 partits al VK Partizan entre el 1963 i 1976. Va guanyar onze lligues de Iugoslàvia, quatre copes de Iugoslàvia i sis Copes d'Europa de Waterpolo (1963, 1965, 1966, 1970, 1974 i 1975), de les vuit finals que disputà.